# جونزالو كوردوفا
جونزالو كوردوفا (بالإسبانية: Jorge Joel Armero Montenegro)‏ (و. 1863 – 1928 م) هو سياسي، ومحام من كولومبيا ولد في غواياكيل.